# Aylacostoma stigmaticum
Aylacostoma stigmaticum es una especie de molusco gasterópodo de la familia Hemisinidae en el orden de los Mesogastropoda.

## Distribución geográfica
Fue  endémica de Argentina y Paraguay.